# Малая Дворянка
Малая Дворянка (укр. Мала Дворянка) — село, относится к Николаевскому району Одесской области Украины.
Население по переписи 2001 года составляло 3 человека. Почтовый индекс — 67011. Телефонный код — 8-04857. Занимает площадь 0,45 км². Код КОАТУУ — 5123580404.

## Местный совет
67010, Одесская обл., Николаевский р-н, с. Алексеевка, ул. Ленина